# Três Bispados
Os Três Bispados (em francês:  les Trois-Évêchés, pronúncia em francês: [le tʁwazevɛʃe]) constituíam uma província da França pré-revolucionária consistindo nas dioceses de Metz, Verdun, e Toul na região de Lorena. Essas dioceses eram Príncipado Episcopais do Sacro Império Romano-Germânico até que foram ocupados pelo rei Henrique II de França entre Abril e Junho de 1552. No fim da Guerra dos Trinta Anos, foram formalmente cedidos à França pela Paz de Vestfália.

## História
No decurso da rebelião contra o imperador Carlos V, vários Príncipes Protestantes reuniram-se no Castelo de Lochau , próximo de Torgau em maio de 1551. Aí, o anfitrião, o eleitor Maurício da Sáxónia da  Casa de Wettin, estabeleceu uma aliança com o Duque João Alberto I do Mecklemburgo, com o Landegrave Guilherme IV de Hesse-Cassel, o margrave Alberto Alcibíades, de Brandeburgo-Kulmbach e o seu primo o Duque Alberto da Prússia. 

### Conquista militar
Desagradados com o Interim decretado por Carlos V na Dieta de Augsburgo de 1548, os revoltosos  estavam determinados a defender o Protestantismo e a sua autonomia contra a autoridade central Imperial. Assim, concordaram em estabelecer contactos com o rei católico francês Henrique II, apesar da opressão deste sobre os Huguenotes franceses. No outono, Henrique II declarou guerra ao imperador Carlos V e preparou-se para marchar contra o império até ao rio Reno. A 15 de janeiro de 1552, ele assinou o Tratado de Chambord com Maurício da Saxónia e com os seus aliados Protestantes, onde as conquistas francesas estavam legitimadas. Os príncipes reconheceram a autoridade do rei de França nos senhorios ocupados na qualidade de "Vigário imperial" sob as Cidades Imperiais Livres de Metz, Toul e Verdun, bem como Cambrai "e outras terras do Império que não falassem alemão". Por sua vez, os revoltosos receberam assistência militar e financeira dos franceses, e as suas tropas marcharam para territórios hereditários dos Habsburgo, cercando o imperador em Innsbruck, enquanto o seu irmão Fernando I iniciava negociações que viriam a conduzir à revogação do Interim de Augsburgo, pela Paz de Passau (1552).

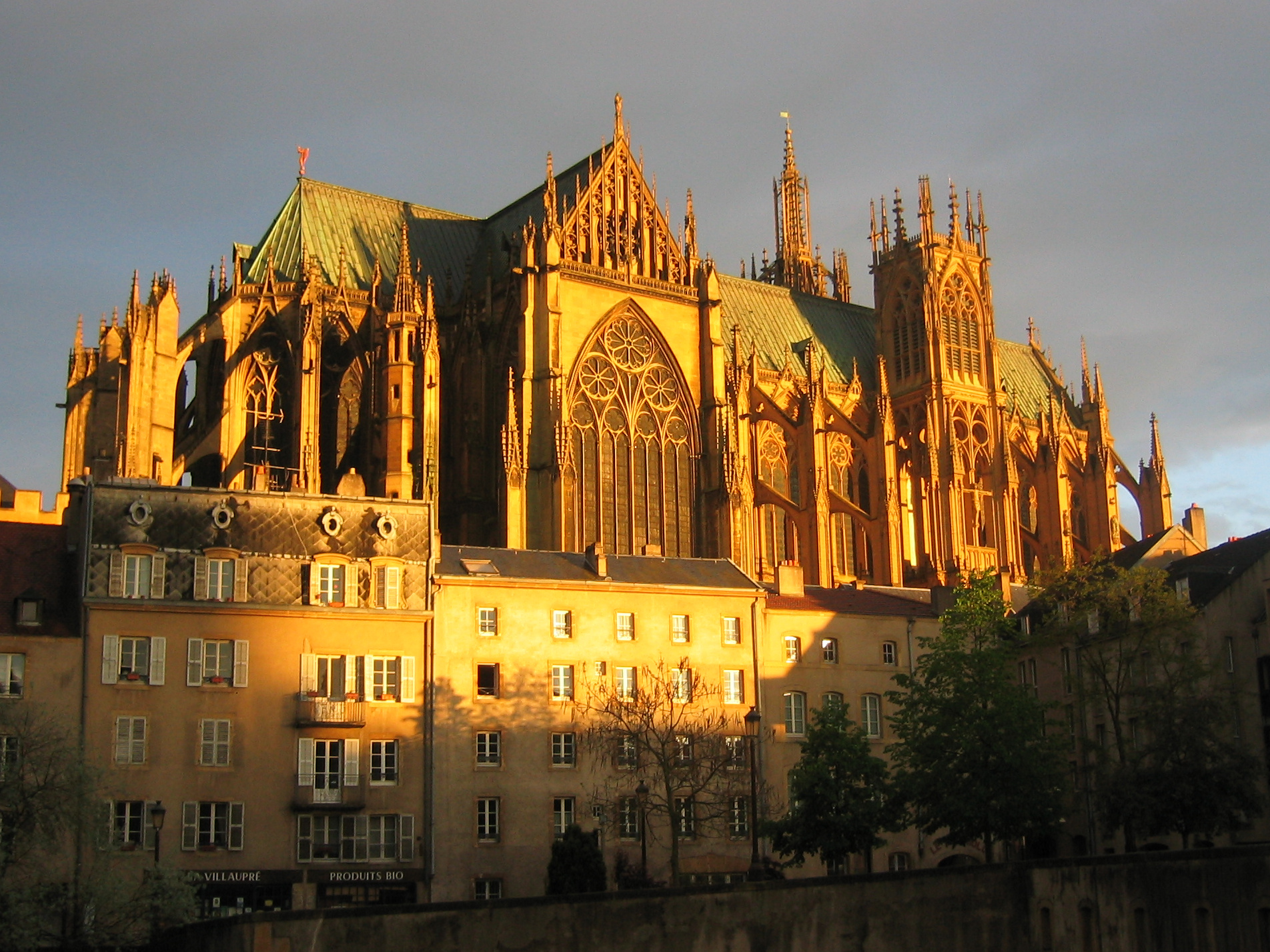
A Catedral de Metz
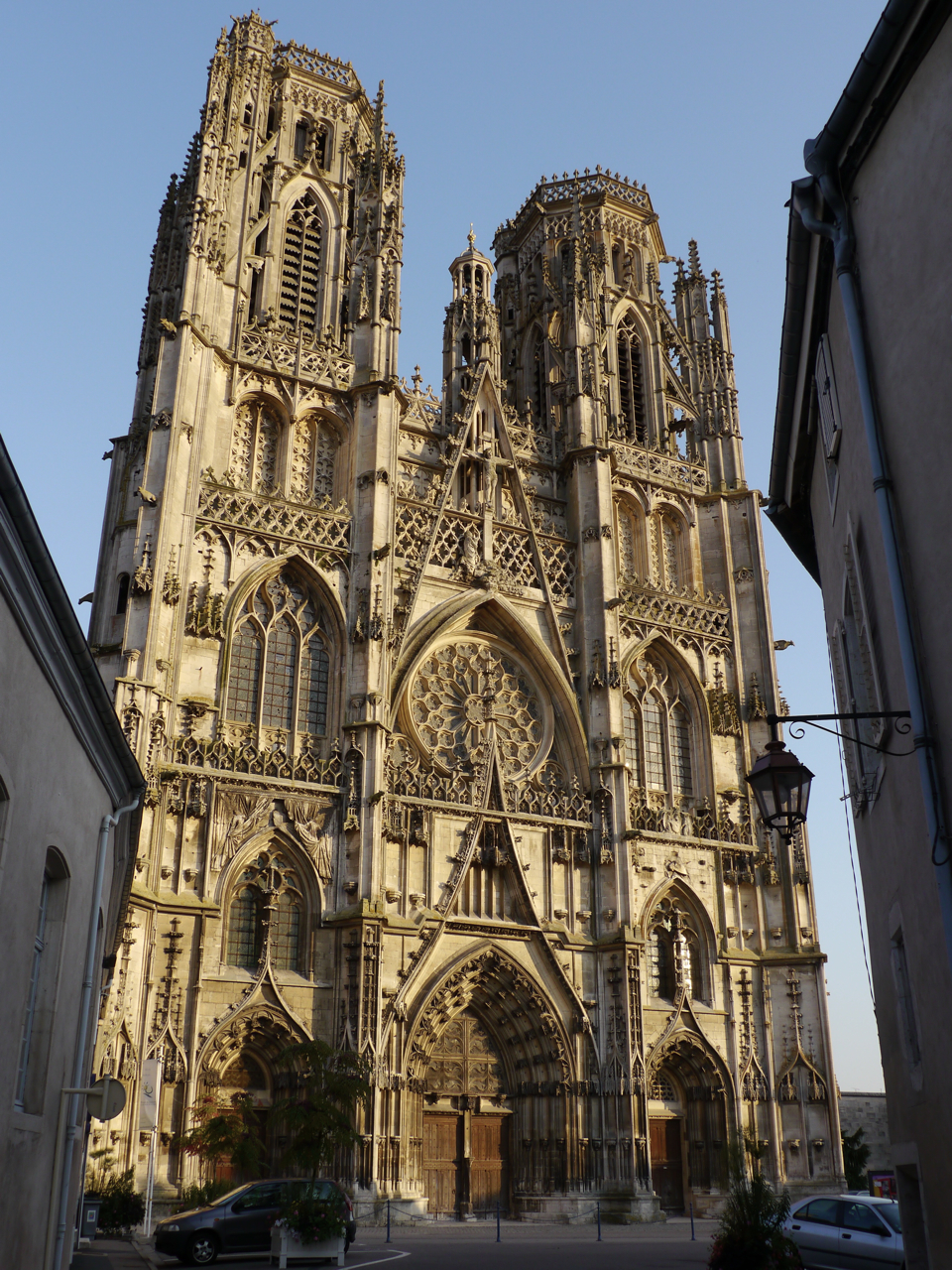
A Catedral de Toul
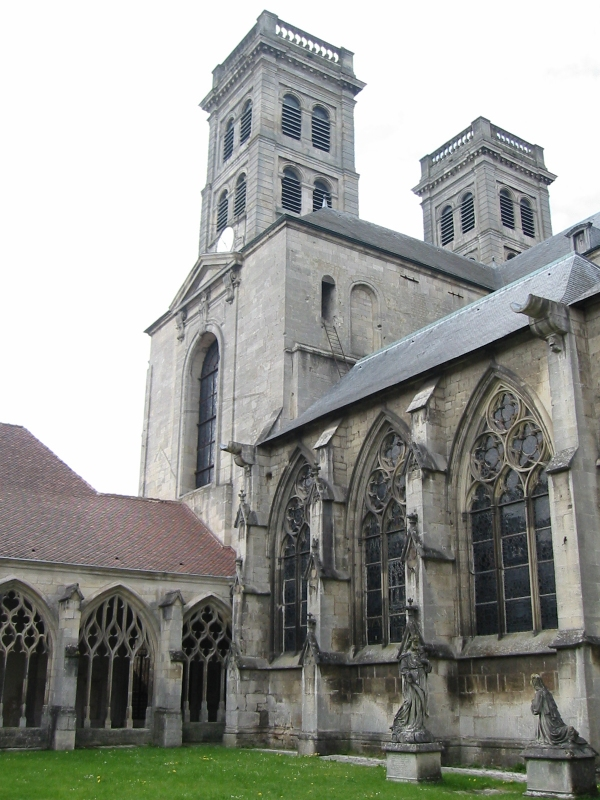
A Catedral de Verdun

Apoiado pelo Duque Francisco de Guise e o seu irmão o Cardeal Carlos de Lorena-Guise, o rei Henrique II de França na sequência dos seus acordos com os Príncipes Protestantes iniciara a sua Voyage d’Allemagne "pelas liberdades alemãs ". No Domingo de Ramos de 1552 as tropas francesas sob o comando de Anne de Montmorency e num ataque surpresa, entraram em Metz, seguindo-se a ocupação de Toul a 13 de abril. Henrique II voltou-se, então, contra a capital do Ducado da Lorena, Nancy, tendo trazido o duque Carlos III da Lorena, ainda um menino menor de idade, para a Corte francesa em Paris, onde viria a ser educado. Em 18 de abril o rei celebrou a sua entrada em Metz e, após um ataque falhado contra Cidade Imperial de Estrasburgo, regressou do Reno para Verdun a 12 de Julho. Nessa altura, os franceses tinham ocupado as três cidades imperiais bem como os territórios nas imediações dos três Príncipados-Episcopais.
Na perspetiva do Imperador, o Eleitor Maurício e os seus aliados não tinham o direito de, legalmente, dispor do território Imperial, Carlos V iniciou uma campanha contra os Franceses no sentido de retomarem as diocese por eles ocupadas culminando no Cerco de Metz (1552) que durou de outubro de 1552 a 2 de janeiro de 1553. A expedição acabou por falhar, quando as tropas imperiais foram derrotadas pelas francesas comandadas pelo Duque Francisco de Guise na Batalha de Renty (1554). Quando o Imperador, farto e exausto, abdicou em 1556, o seu sucessor, o irmão Fernando I, acabou com todas as tentativas de readquirir os Três Bispados.

### Integração no Reino de França

Território dos Três Bispados em meados do Século XVIII, sobrepostos nos atuais comunas e departamentos.

O rei Henrique II deixou uma guarnição permanente em cada uma das três cidades e, gradualmente, submeteu os seus cidadãos à autoridade real. Os habitantes de Metz, em especial, apresentaram diversas petições à Dieta Imperial, mas as questões dos três Bispados perdidos deixara de ser uma preocupação do Império que, na altura, se encontrava sob forte pressão desintegracionista (a chamada confessionalização). O Cardeal Richelieu iniciara um processo de autonomia da província dos Três-Bispados que recebera um parlamento instalado em 1633 em Metz, dominado pela elite local. As restrições quanto à integração em França diminuíram à medida que a cidade prosperou, apesar da implementação da gabelle (imposto sobre o sal) ter provocado algumas revoltas (e detenções) em Metz. Quando o rei Luis XIV subir ao trono em 1643, ele confirmou os privilégios dos cidadãos de Metz, Toul e Verdun como seus "bons e fiés subditos".
Após a aquisição dos Três Bispados ser finalmente reconhecida pelo Sacro Império em 1648 pela Paz de Vestfália, o território da provincial foi alargado com partes do Luxemburgo Francês na zona de Thionville (Diedenhofen), cedido pela França de acordo com o Tratado dos Pirenéus de 1659, e várias aldeias da Lorena anexadas em 1661.

### O Quarto Bispado
A Diocese de Saint-Dié, creada em 1777 e por vezes chamada "o Quarto bispado da Lorena" (« le Quatrième Évêché lorrain »), não está historicamente relacionado com os Três Bispados.